# Soldier Hollow
Soldier Hollow är en längdskidåkningsanläggning i Wasatch Mountain State Park i delstaten Utah i USA. Vid Soldier Hollow, som invigdes 1999, anordnades tävlingar i längdskidåkning, nordisk kombination och skidskytte under Olympiska vinterspelen 2002.
Soldier Hollow är beläget cirka 85 km sydöst om Salt Lake City.

### Fotnoter
1. ↑  ”Soldier Hollow”. Sportbladet. 29 januari 2002. http://wwwc.aftonbladet.se/sport/os2002/arenorna/arenasoldier.html. Läst 7 juli 2015.